# ツマアカスズメバチ
ツマアカスズメバチ（Vespa velutina）は、ハチ目スズメバチ科スズメバチ属に分類される昆虫。

## 分布
アフガニスタン、インド、インドネシア、中華人民共和国、台湾、タイ、パキスタン、ブータン、ベトナム、マレーシア、ミャンマー、ラオス。
韓国、日本（対馬）、フランス、スペイン、イギリスに移入。
ヨーロッパでは2012年にはポルトガル、ベルギー、ドイツに生息圏が達しており、イギリスに到達するのも時間の問題だと考えられている。
韓国では2003年に釜山で侵入が初確認されて以降、個体数が爆発的に増えている。日本では対馬だけでなく、九州本土や山口県で確認されるようになっている。

## 形態
成虫の体長は、女王バチが20～30mm、働きバチが20mm。体色は全体的に黒色で、腹部の先端は赤褐色。オオスズメバチやキイロスズメバチに比べ小型で、尻が赤色であることが和名につく「ツマアカ」の由来である。

## 分類
- V. v. ardens
- V. v. celebensis
- V. v. divergens
- V. v. flavitarsus
- V. v. floresiana
- V. v. karnyi
- V. v. mediozonalis
- V. v. nigrithorax - 韓国、日本に移入。
- V. v. sumbana
- V. v. timorensis
- V. v. variana

## 生態
ハエやミツバチ、トンボなどを捕食する。攻撃性・凶暴性は他のスズメバチに比べても群を抜いて高く、巣に近づいたものさえも執拗に追跡・攻撃する。最初は茂みや低木の中、地中に営巣し、コロニーが大きくなると樹木の上部に巣を移す。このためヒトによる駆除は、発見と除去の両面で在来種スズメバチに比べ難度が高い。大きい巣になると1mを超えるものもある。マンションなどの壁に営巣することもある。

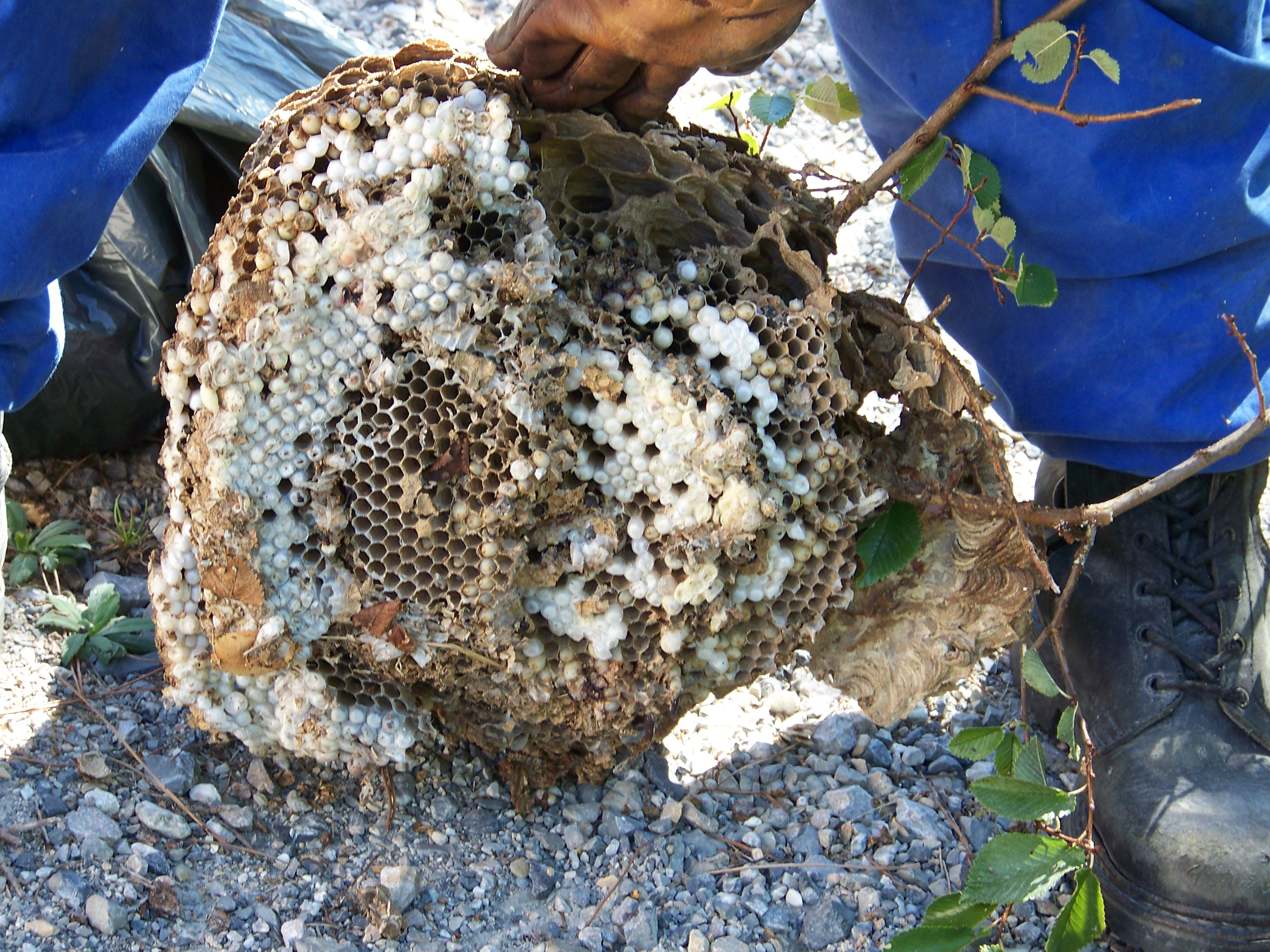
幼虫
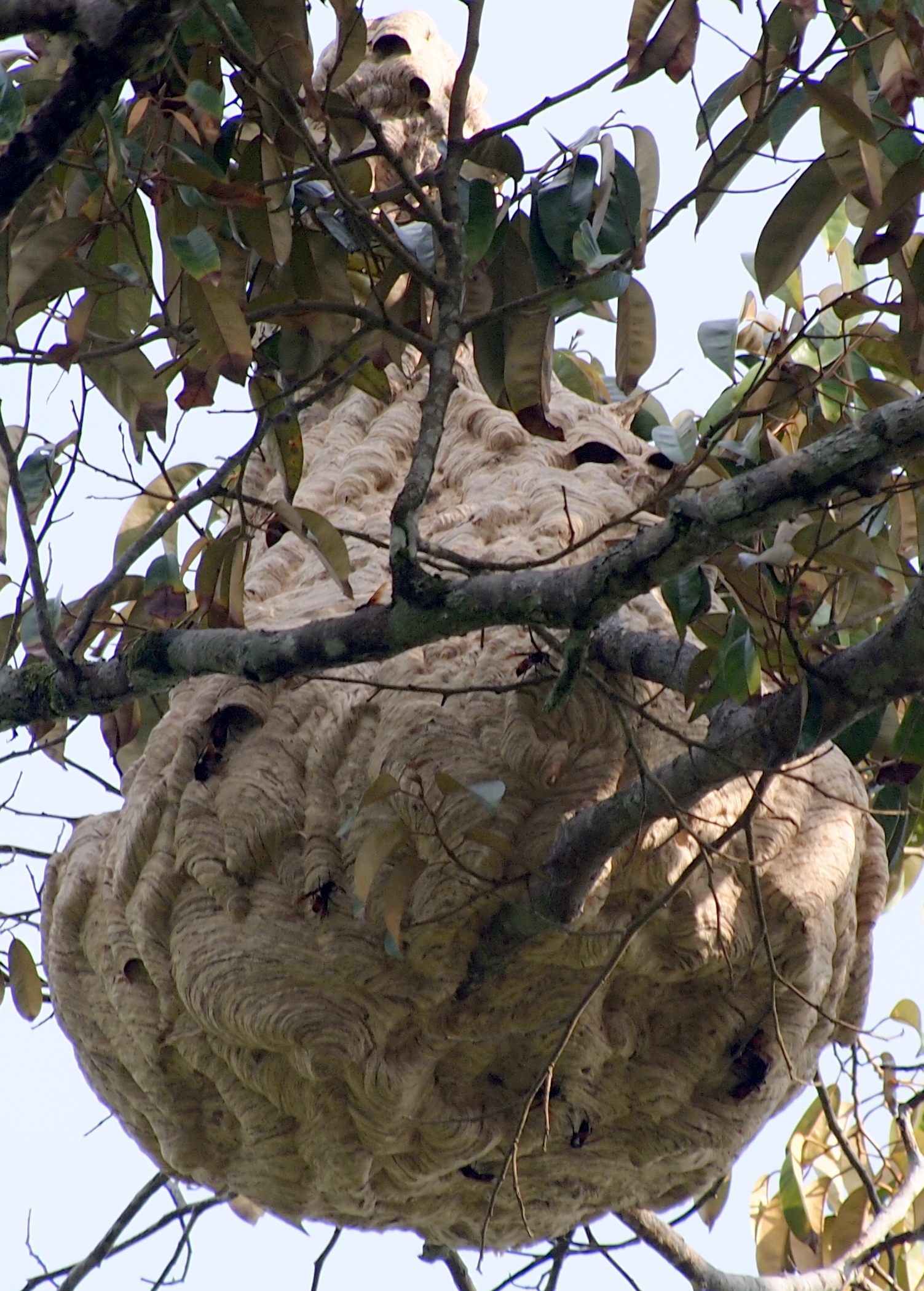
巣

## 人間との関わり
台湾、マレーシア、インドネシアでは刺傷によって死者が発生している。
日本では2013年に対馬で初めて営巣が確認されたが、2012年から定着していたと考えられている。日本では在来種のスズメバチ類との競合・在来種の昆虫などの捕食・養蜂業への影響が懸念されることから、2015年1月9日に特定外来生物に指定（同年3月施行）され、同年に環境省の生態系被害防止外来種リストにおける総合対策外来種のうち、緊急対策外来種に指定された。翌2016年からツマアカスズメバチ防除計画が策定され、防除が実施されている。
近年、世界的にミツバチの大量失踪が問題となっており、その原因はネオニコチノイド系農薬が原因と考えられるケースが多い。一方、対馬におけるミツバチの大量失踪には、農薬ではなくミツバチを好んで襲う本種が関わっている可能性があると指摘されている。2014年には、ツマアカスズメバチを対象にした罠を仕掛けたところ、ミツバチは無事だった。
空中でホバリングできるため、襲われたミツバチがスズメバチに群がって体温で蒸し殺す「蜂球」を免れ捕食を成功させる率が高く、養蜂にとって脅威となる。このため佐世保工業高等専門学校が羽音を人工知能（AI）に学習させて巣を特定するなど駆除技術を研究している。
2015年には福岡県北九州市でも営巣が確認されたが、北九州市のものは対馬のものとは異なり韓国に生息するハチの特徴に近く、韓国の釜山港との間で貨客船の往来がある山口県の下関港を経由して入ってきた可能性がある。さらにその後、2019年11月に山口県防府市の街路樹での営巣が確認され、繁殖可能なオス及びメスが発見されている。本州においての営巣が確認されたのは初めてであり、環境省が緊急の生態調査を始めている。2015年1月9日、環境省は外来生物法に基づく特定外来生物に指定した。